# Остенфелд (Хузум)
Остенфелд (њем. Ostenfeld) општина је у њемачкој савезној држави Шлезвиг-Холштајн. Једно је од 132 општинска средишта округа Нордфризланд. Према процјени из 2010. у општини је живјело 1.553 становника. Посједује регионалну шифру (AGS) 1054099.

## Географски и демографски подаци
Остенфелд се налази у савезној држави Шлезвиг-Холштајн у округу Нордфризланд. Општина се налази на надморској висини од 46 метара. Површина општине износи 27,7 km². У самом мјесту је, према процјени из 2010. године, живјело 1.553 становника. Просјечна густина становништва износи 56 становника/km².